# Tibbot MacWalter Kittagh Bourke
Tibbot MacWalter Kittagh Bourke, parfois nommé Theobald Fitzwalter Kittagh Bourke, (en irlandais: Tiobóid mac Walter Ciotach Bourke) (né vers 1570 – mort vers 1606) est le  21e Chef des Mac William Íochtar en Irlande, et la première et dernière personne à porter ce titre à la suite de sa restauration. 

## Origine
Né en Ardnaree, près de l'actuel  Ballina, dans le comté de Mayo, Tiobóid est l'aîné des enfants de  Walter Ciotach Bourke  de Belleck (mort en 1590), « High Sheriff » de Sligo qui est le fils aîné quoique illégitime de Sir John Bourke, le 1er Baron Ardenerie. Sa mère était  Mary O'Donnell, une parente éloignée du Seigneur de  Tyrconell. Kittagh avait quatre frères: Thomas (mort en 1597), Richard (mort en 1589), Meiler et Walter, ainsi que quatre sœurs – Mary, Cecilia, Sabina et la plus jeunes dont le nom est inconnue. Sa dernière sœur connue, Sabina, sera mariée avec le chef du Clan Mac Sweeney Banagh.

## Contexte
Il est désigné à Kilmaine par Hugh Roe O'Donnell en décembre 1595 afin de rallier le Mayo à l'alliance des rebelles irlandais pendant la « Guerre de Neuf Ans en Irlande ». Sa nomination suscite l'opposition de nombreux nobles de la famille Bourke, comme Risdeárd mac Deamhain an Chorráin Bourke et plus particulièrement de son principal rival, le Chef loyaliste Teáboit na Long Bourke. Les deux hommes se combattent pour s'assurer la suprématie dans l'actuel comté de  Mayo. Pendant le conflit, les régions contrôlées changent de mains à de nombreuses occasions. À la suite de la fuite de Kittagh en Espagne en 1602, la chefferie des  Mac William  Mac William Íochtar est définitivement abolie et Tibbot na Long Bourke reste de ce fait Vicomte de Mayo.